# 116 Sirona
116 Sirona è un piccolo asteroide della Fascia principale, brillante e iridescente. È composto probabilmente da rocce silicate, nichel e ferro allo stato metallico
Sirona fu scoperto l'8 settembre 1871 da Christian Heinrich Friedrich Peters dall'osservatorio dell'Hamilton College di Clinton (New York, USA). Fu battezzato così in onore di Sirona (o Stirona), la dea della salute nella mitologia celtica.